# Deviation
Deviation — білоруський панк-рок гурт, заснований 1993 року в містечку Велика Берестовиця братами Стасом та Андрієм Почорбутами. Колектив розглядають як найбільш значимий елемент білоруської DIY панк-культури.

## Учасники
1993
- Стас Почобут (спів/гітара)
- Андрій Почобут (бас)
- Бахтіяр (барабани)

1995 - 1998
- Стас Почобут (спів)
- Куркуль (гітара)
- Андрій Почобут (бас)
- Баламут (ударні)

2000—2005
- Стас Почобут (спів)
- Андрій "Філя" Філіпович (гітара)
- Микита "Паровоз" Павроз (бас)
- Андрій "Муха" Гудач (ударні)

2006—2009
- Стас Почобут (спів)
- Микита "Паровоз" Павроз (бас)
- Андрій "Муха" Гудач (ударні)
- Білка (гітара)
- Хом'як (труба)

В різний час у Deviation грали: Шаман (барабани і соло-гітара), Чиль (барабани), Руслан "Чен" Ящик (барабани), Андрій "В'ялий" (гітара).

## Дискографія
Альбоми
- 1996 — Lukaschenko… Uber Alles
- 1997 — Хуй вам, або таталітарызм ня пройдзе!
- 2001 — Guerrila urbana
- 2009 — Чарговы дзень пад акупацыяй

Сольні альбоми
- 2011 — Акустыка (Стас Почобут)
- 2015 — ТуняяДЗец (Стас Почобут)